# Liste des Trésors nationaux du Japon (châteaux)
Pour les articles homonymes, voir Liste des Trésors nationaux du Japon.

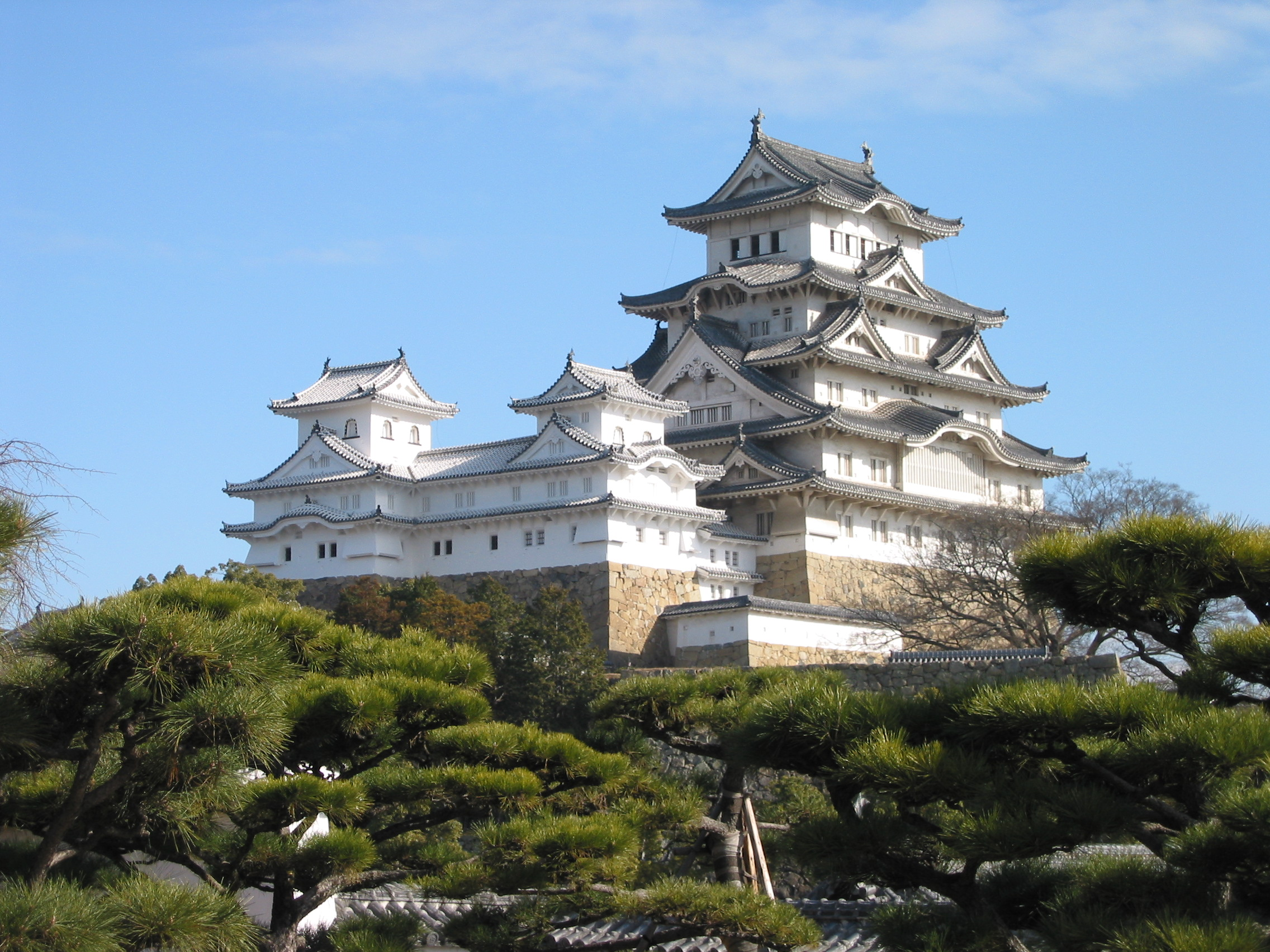
Le château de Himeji est le plus visité des châteaux japonais et figure sur la liste du patrimoine mondial de l'UNESCO.

L'époque japonaise Sengoku, du milieu du XVe siècle au début du XVIIe siècle, est une période de conflits militaires presque permanents. De puissants seigneurs de guerre appelés daimyos, tels qu'Oda Nobunaga, Toyotomi Hideyoshi ou Tokugawa Ieyasu, luttent pour unifier le Japon. Du fait de ce constant état de guerre, un grand nombre de fortifications et de châteaux est érigé. L'archétype du château japonais est un produit de l'époque Azuchi Momoyama et du début de l'époque d'Edo.
Une nouvelle ère de construction de châteaux commence lorsque le daimyo Nobunaga construit le château d'Azuchi de 1576 à 1579. Les fortifications précédentes des époques Kamakura et Muramachi sont des structures brutes de grandes dimensions. Azuchi, cependant, avec une riche ornementation et un donjon élevé de sept étages, devient le prototype pour la construction de château durant cette période,. Le style du château d'Azuchi marque un tournant dans la fonction des châteaux, d'un endroit qui n'est qu'une forteresse et une garnison à un centre politique, économique et culturel. Les châteaux de nouveau style servent de résidence au daimyo, à sa famille et à ses plus loyaux obligés. En raison des coûts de construction de pareilles somptueuses demeures, les châteaux dans le style d'Azuchi ont également pour fonction de mettre en valeur la puissance et le prestige du daimyo,. Ces nouveaux châteaux sont construits en bois et en plâtre sur des fondations en pierre. En règle générale, le donjon principal ou tenshu est situé au plus haut point, entouré d'une série de courettes avec des murs, de petites tours et de sentiers et dont la fonction est de verrouiller les passages. Les bâtiments résidentiels sont situés dans l'un des cercles extérieurs. Le daimyo mène ses affaires dans la citadelle.
Presque cent châteaux importants sont construits entre 1596 et 1615. Le pic dans la construction de châteaux se situe dans les années 1600 à 1615 : en 1600, Tokugawa Ieyasu défait le clan Toyotomi à la bataille de  Sekigahara et, en 1615, les forces des Toyotomi sont finalement réduites à néant au siège d'Osaka,. Le shogunat Tokugawa limite alors le nombre de châteaux à un par province et interdit totalement la construction de nouveaux châteaux en 1620,. À l'époque de la restauration Meiji à la fin du XIXe siècle, les châteaux sont abandonnés et délabrés. Vus comme des symboles de l'élite dirigeante des époques précédentes, certains châteaux sont démantelés et vendus comme bois de chauffage. D'autres sont détruits par le feu, les tremblements de terre ou les typhons. Seuls douze châteaux ont un donjon considéré « original ».
Le terme « Trésor national » est utilisé depuis 1897 pour désigner les biens les plus précieux du patrimoine culturel du Japon bien que la définition et les critères ont changé depuis. Les ouvrages inscrits sur la liste adhérent à la définition actuelle et ont été désignés « Trésors nationaux » conformément à la loi pour la protection des biens culturels, entrée en vigueur le 9 juin 1951. Les items sont sélectionnés par le ministère de l'Éducation, de la Culture, des Sports, des Sciences et de la Technologie sur le fondement de leur « valeur artistique ou historique particulièrement élevée, ». Cette liste présente huit structures inscrites comme Trésors nationaux en provenance de quatre châteaux bâtis de la fin de l'époque Azuchi Momoyama au début de l'époque d'Edo. Le nombre d'éléments est cependant supérieur dans la mesure où, dans certains cas, des parties d'ouvrage ont été associées pour former une entrée unique,. Les structures énumérées comprennent des donjons, des tours de guet et des galeries de liaison.

## Statistiques

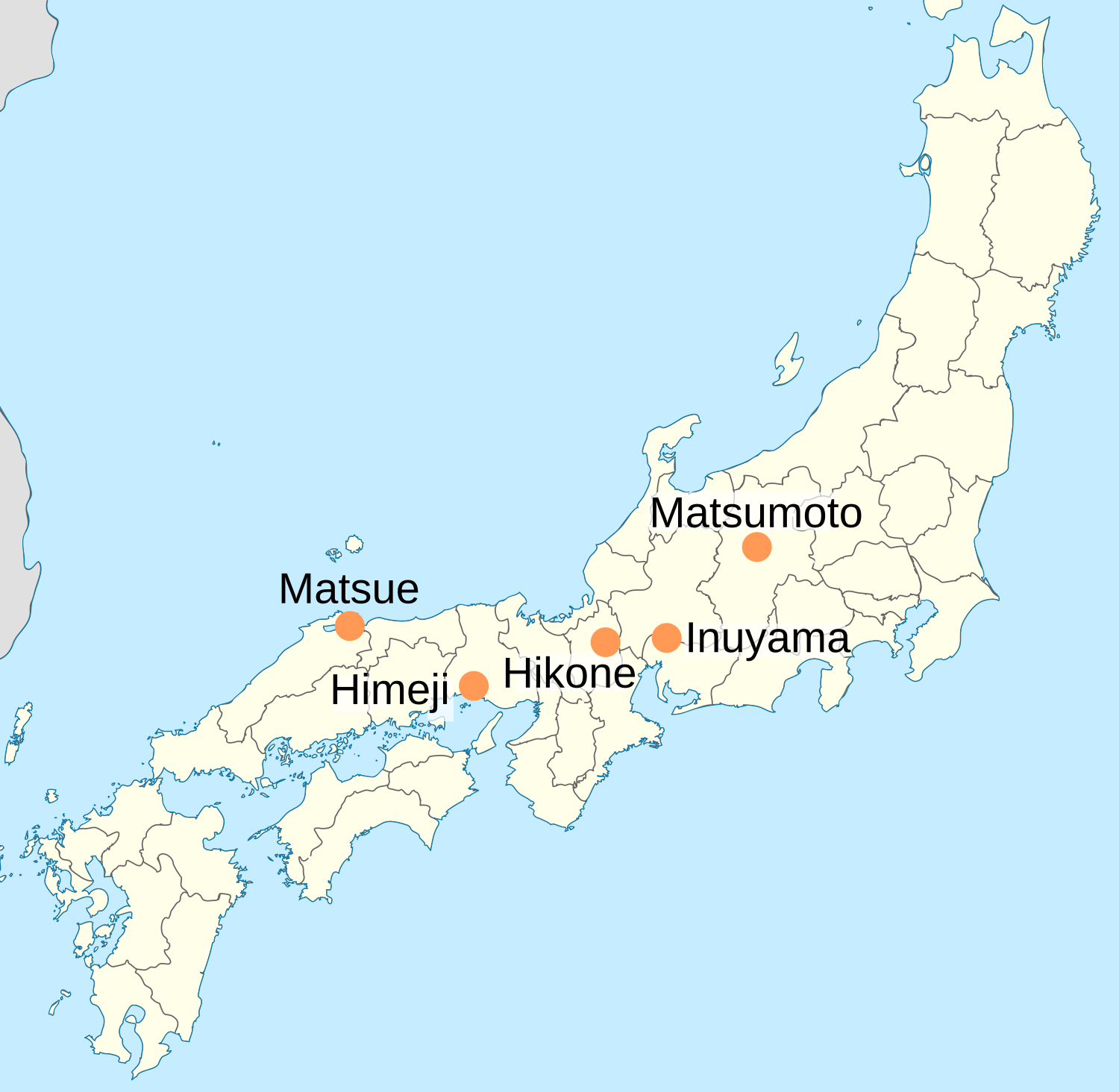
Carte indiquant l'emplacement des châteaux désignés Trésors nationaux au Japon.

Les huit trésors nationaux sont répartis sur quatre châteaux comme suit : le château de Himeji possède cinq structures désignées « Trésor national » tandis que les châteaux de Hikone, Inyama et Matsumoto en ont chacun une. Il existe trois types principaux de châteaux. En général, les types sont caractérisés en fonction de la topographie du site du château et nommés en conséquence : les châteaux de montagne (山城, yamajiro) ; les châteaux de plaines (平城, hirajiro), comme par exemple le château de Matsumoto et les châteaux de colline (平山城, hirayamajiro), qui sont des châteaux construits sur des collines en plaine comme les châteaux de Himeji, de Hikone et d'Inuyama.
Le donjon peut être construit de deux façons. Dans l'ancien style 望楼型 (bōrōgata), le sommet du donjon principal est formé par un type de tour de guet placé au sommet d'un ou de plusieurs toits à pignons de style irimoya. Les châteaux de Hikone, Hijemi et Inuyama sont représentatifs de ce style. Le style 望楼型 (sōtōgata) représenté par le donjon du château de Matsumoto possède une fondation presque carrée. Chaque niveau est légèrement plus petit que celui du dessous mais maintient la même forme.
Dans de rares cas seulement, le donjon est indépendant des autres structures. Il est généralement relié à de plus petites tours de guet appelées yagura, soit directement (複合式 (fukugōshiki)), ou par l'intermédiaire d'une galerie de liaison (渡櫓, watariyagura), auquel cas le style est appelé 連結式 (renketsushiki),. Le château de Matsumoto présente les deux styles, renketsushiki au nord-ouest et fukugōshiki au sud-est. Au château de Himeji, trois tours de guet, quatre galeries de liaison et le donjon principal closent une petite cour. Un donjon typique a entre trois et sept niveaux discernables de l'extérieur. Sa structure interne, y compris le nombre d'étages, peut différer de l'aspect extérieur. Les donjons des châteaux de Himeji, Inuyama et Matsumoto ont un étage de plus que ce qui est visible de l'extérieur.

## Lecture du tableau
Le tableau suivant donne un aperçu de ce qui est inclus dans la liste et comment sont classés les ouvrages.
- Nom : le nom tel qu'il est enregistré dans la base de données des Biens culturels nationaux[12],[nb 1],[nb 2].
- Château : nom du château dans lequel est situé l'ouvrage.
- Construction : remarques architecturales et d'ordre général dont le nombre de niveaux (à l'extérieur) et d'étages (à l'intérieur) ; les entrées de la colonne trient par type de structure, (donjon, yagura, watariyagura).
- Date : période et année de la construction. Les entrées de la colonnes classent par année. Si seule une période est connue, le classement se fait par l'année de début de cette période.
- Emplacement : « nom de ville, nom de préfecture » et géo-coordonnées de la structure. Les entrées de la colonne trient « nom de préfecture, nom de ville ».
- Images : image de la structure. Si l'image montre plus d'une structure, la structure correspondante est indiquée par un rectangle bleu.

## Trésors
(Liste complète au 14 février 2010)
| Nom                                                                           | Château              | Construction | Date                                                           | Emplacement                                                         | Image |
| ----------------------------------------------------------------------------- | -------------------- | --- | -------------------------------------------------------------- | ------------------------------------------------------------------- | --- |
| Tenshu (天守),                                                                | Château de Hikone    | Donjon à trois niveaux et quatre étages avec une salle souterraine et un hall d'entrée, toit hongawarabuki | Époque Azuchi Momoyama, 1606                                   | Hikone, préfecture de Shiga 35° 16′ 35,21″ N, 136° 15′ 06,64″ E     | château avec des murs blancs, des toits sombres et de nombreux pignons sur une plate-forme de pierres non taillées. |
| Relie la tour (附櫓, tsukeyagura) et la tour tamon (多聞櫓, tamon yagura),    | Château de Hikone    | Yagura à un niveau chacune, toit hongawarabuki | Époque Azuchi Momoyama, 1606                                   | Hikone, préfecture de Shiga 35° 16′ 35,74″ N, 136° 15′ 06,68″ E     | Structure à un seul étage reliée à un donjon principal du château. Tous les deux ont des murs blancs, des toits sombres et sont construits sur une plate-forme de pierres non taillées. |
| Grand tenshu (大天守, daitenshu)                                              | Château de Himeji    | Donjon principal à cinq niveaux à six étages avec un sous-sol d'un étage, toit hongawarabuki relié au couloir « ni » à l'ouest et au couloir « i » au nord. | Époque Azuchi Momoyama, 1608                                   | Himeji, préfecture de Hyōgo 34° 50′ 21,66″ N, 134° 41′ 38,67″ E     | Une grande tour du château avec des murs blancs et aux toits sombres sur une plate-forme de pierres non taillées. |
| Petite tour du nord-ouest (乾小天守, inui kotenshu)                           | Château de Himeji    | Donjon à trois niveaux et quatre étages avec un étage en sous-sol et toit hongawarabuki relié au couloir « ro » à l'est et au couloir « ha » au sud. | Époque Azuchi Momoyama, vers 1609                              | Himeji, préfecture de Hyōgo 34° 50′ 22,57″ N, 134° 41′ 37,72″ E     | Tour de château à trois étages avec des murs blancs et un toit sombre sur une plate-forme de pierres brutes. Il est relié à une structure à deux étages. |
| Petite tour à l'ouest (西小天守, nishi kotenshu)                              | Château de Himeji    | Donjon à trois niveaux et trois étages avec un sous-sol à deux étages et toit hongawarabuki relié au couloir « ni » à l'est et au couloir « ha » au nord. | Époque Azuchi Momoyama, vers 1609                              | Himeji, préfecture de Hyōgo 34° 50′ 21,83″ N, 134° 41′ 37,62″ E     | Une tour de château à trois étages avec des murs blancs et un toit sombre sur une plate-forme de pierres brutes. Il est relié à une structure à deux étages. |
| Petite tour de l'est (東小天守, higashi kotenshu)                             | Château de Himeji    | Donjon à trois niveaux et trois étages avec un étage en sous-sol et toit hongawarabuki relié au couloir « ro » à l'ouest et au couloir « ha » au sud. | Époque Azuchi Momoyama, vers 1609                              | Himeji, préfecture de Hyōgo 34° 50′ 22,45″ N, 134° 41′ 39,11″ E     | Petite tour de château à trois étages à côté d'une grande tour de cinq étages. Toutes les deux ont des murs blancs, des toits sombres et sont construites sur une plate-forme de pierres brutes.                                                                                           |
| Couloirs I, Ro, Ha, Ni (イ, ロ, ハ, ニの渡櫓, i, ro, ha, ni no watariyagura), | Château de Himeji    | Deux niveaux, deux étages avec un étage en sous-sol et toit hongawarabuki - Couloir « I » : entre le grand tenshu et la petite tour à l'est, 9,03 m de haut sur un mur de pierres de 8,88 m - Couloir « Ro » : entre la petite tour de l'est et la petite tour du nord, 9,03 m de haut sur un mur de pierre de 8,3 m - Couloir « Ha » : entre la petite tour du nord et la petite tour à l'ouest, 9,17 m de haut sur un mur de pierre de 10,06 m haut - Couloir « Ni » : entre la petite tour de l'ouest et le grand tenshu, 9,68 m de haut couvrant une superficie de 56,78 m2 | Époque Azuchi Momoyama, vers 1609                              | Himeji, préfecture de Hyōgo 34° 50′ 22,06″ N, 134° 41′ 38,25″ E     | Structure à deux étages entre deux tours de château à trois étages à côté d'une grande tour de cinq étages. Chacune a des murs blancs, des toits sombres et est construit sur une plate-forme de pierres non taillées. · Cour entourée des tours du château et des structures inférieures. |
| Tenshu (天守)                                                                 | Château d'Inuyama    | Donjon à trois niveaux et quatre étages avec un sous-sol à deux étages, 25 m de haut avec toit hongawarabuki Il y a des tours de guet à un seul étage avec des toits hongawarabuki sur les côtés sud et ouest | Époque Azuchi Momoyama, 1601                                   | Inuyama, préfecture d'Aichi 35° 23′ 18″ N, 136° 56′ 21″ E           | Un château avec des murs blancs et aux toits sombres sur une base de non taillée pierres. |
| Tenshu (天守).                                                                | Château de Matsumoto | Donjon principal à cinq niveaux et six étages avec toit hongawarabuki | Tenshu : début de l'époque d'Edo, vers le début de l'ère Genna | Matsumoto, préfecture de Nagano 36° 14′ 19,03″ N, 137° 58′ 07,87″ E | Grande tour de château à cinq niveaux avec des murs noirs en bois situés sur une plate-forme de pierres brutes entouré sur deux côtés par l'eau. La tour est reliée à la structure inférieure sur deux côtés.                                                                              |
| Petit tour du nord-ouest (乾小天守, inui kotenshu)                            | Château de Matsumoto | Donjon secondaire, trois niveaux, quatre étages, toit hongawarabuki | Époque Azuchi Momoyama, ère Bunroku                            | Matsumoto, préfecture de Nagano 36° 14′ 19,66″ N, 137° 58′ 07,81″ E | A 3-storied castle tower with black wooden walls located on a platform of unhewn stones above a water filled moat. The tower is connected to a lower structure on one sides. |
| Tour de liaison (渡櫓, watari yagura)                                         | Château de Matsumoto | Yagura à deux niveaux et deux étages avec toit hongawarabuki | Début de l'époque d'Edo, vers le début de l'ère Genna          | Matsumoto, préfecture de Nagano 36° 14′ 19,42″ N, 137° 58′ 07,8″ E  | Structure à deux étages reliant une tour du château à trois étages avec une tour à cinq étages. Les trois structures ont des murs en bois noir et sont situés sur une plate-forme de pierres non taillées au-dessus d'un fossé rempli d'eau.                                               |
| Tour de liaison du sud-est (辰巳附櫓, tatsumi tsukeyagura)                    | Château de Matsumoto | Yagura à deux niveaux et deux étages, toithongawarabuki | Début de l'époque d'Edo, ère Kan'ei                            | Matsumoto, préfecture de Nagano 36° 14′ 18,76″ N, 137° 58′ 08,32″ E | A two-storied tower connected on one side to a five-storied castle tower and on the other to a lower one-storied structure. All three structures have black wooden walls and are located on a platform of unhewn stones.                                                                   |
| Tour d'observation de la Lune (月見櫓, tsukimi yagura).                       | Château de Matsumoto | Yagura à un étage avec un étage en sous-sol et toit hongawarabuki | Début de l'époque d'Edo, ère Kan'ei                            | Matsumoto, préfecture de Nagano 36° 14′ 18,77″ N, 137° 58′ 08,63″ E | Structure à un niveau avec une véranda avec main courante rouge relié à une tour à deux étages du château. Les deux sont situés sur une plate-forme de pierres non taillées. |